# Téteghem-Coudekerque-Village
Téteghem-Coudekerque-Village – gmina we Francji, w regionie Hauts-de-France, w departamencie Nord. W 2013 roku liczba ludności wynosiła 8202 mieszkańców.
Gmina została utworzona 1 stycznia 2016 roku z połączenia dwóch ówczesnych gmin: Coudekerque-Village oraz Téteghem. Siedzibą gminy została miejscowość Téteghem.